# آدا سالاس
آدا سالاس (بالإسبانية: Ada Salas)‏ (و. 1965  م) هي مؤلفة، وكاتِبة، وشاعرة إسبانية، ولدت في قصرش.

## التعليم
تعلمت في جامعة إكستريمادورا.